# 罗伯特·西比斯
罗伯特·西比斯（Robert Cibis，1973年3月21日—），出生于德国利普施塔特，是一位电影导演兼电影制片人。

## 生平
罗伯特·西比斯是钢琴家鲍尔·西比斯（Paul Cibis）的兄弟。1997年，他获得了巴黎第三大学的电影学学士学位，然后在德国巴登符腾堡电影学院攻读了硕士学位。2002年，他与莉莉安·弗兰克（Lilian Franck）共同合作导演了第一部纪录片电影《一半的机会》（Halbe Chance）。这部电影使他荣获了德法新闻奖。同年，他与莉莉安·弗兰克在柏林成立了一家电影公司（Ovalfilm Berlin GmbH），如今该公司更名为OVALmedia, 并在科隆也设立了分部。罗伯特与莉莉安也从合作伙伴结为了夫妻，并育有两个孩子。
罗伯特导演的电影纪录片《我为钢琴狂》与中国著名钢琴家郎朗合作，于2010年陆续在包括台湾在内的25个国家地區上映，曾获瑞士洛迦诺国际电影节特别奖，旧金山国际电影节金门奖，以及德国电影奖的最佳音乐奖。

## 导演作品
- 2003年        《一半的机会》（Halbe Chance）                                                                   12min电视纪录片
- 2004年        《资本：人》（Kapital: Mensch）                                                                      52min电视纪录片
- 2004年       《得人如得鱼》（Die Menschenfischer）                                                          40min电视纪录片
- 2004年       《欧洲会下地狱吗》（Kommt Europa in die Hölle?）                                        40min电视纪录片
- 2006年       《恶心的健康 -- 蚂蝗和蛆》（Ekelhaft gesund -- Blutegel und Maden）          43min+ 43min电视纪录片
- 2008年       《耶稣爱你》（Jesus liebt dich）                                                                      80min电影纪录片
- 2009年       《病人是战利品》（Patient als Beute）                                                            52min电视纪录片
- 2010年       《我为钢琴狂/钢琴玛利亚/钢琴调音师》(Pianomania)                                    93min电影纪录片
- 2016年       《免费午餐》（Free Lunch）                                                                            90min电影纪录片
- 2016年       《相信谁》（trust WHO）                                                                                 90min电影纪录片

## 荣誉
- 2010 我为钢琴狂/钢琴玛利亚/ 钢琴调音师（Pianomania） [3]： 德国电影奖[8], 洛迦诺国际电影节特别奖[6]， 第53届旧金山国际电影节纪录片奖[7]。